# Helmteken
Een  helmteken  is in de heraldiek een symbool of teken op een helm.

## Geschiedenis

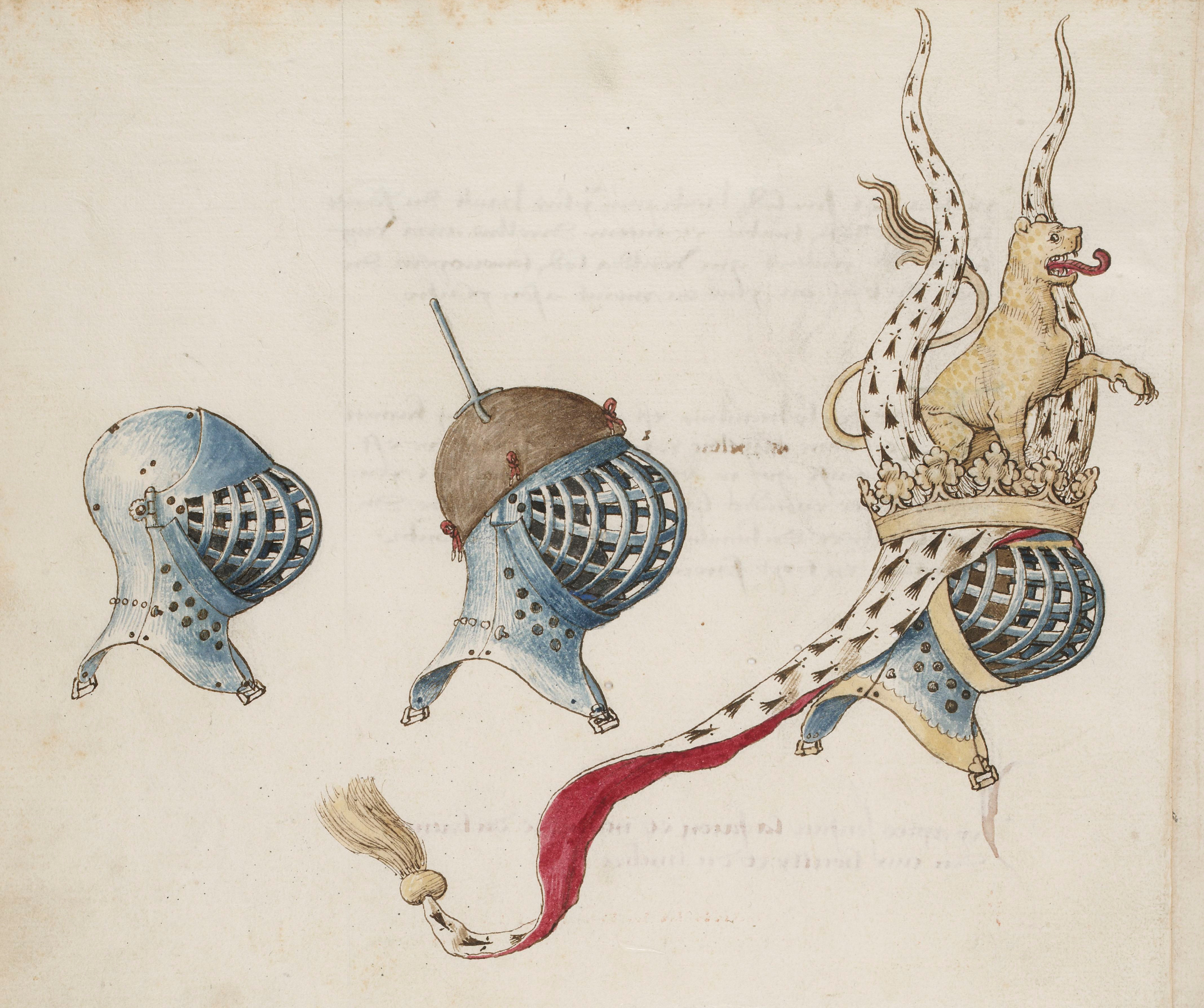
Wijze van bevestigen van het helmteken

Rond 1066 waren de helmen van de ridders van boven ovaal en werd het gezicht alleen beschermd door een neusstuk. De helm werd niet versierd en op het Tapijt van Bayeux zijn de geharnaste ridders dan ook alleen aan de vorm van hun helm en schild te herkennen als Normandiërs of Angelsaksen. De kleinzoon van Willem de Veroveraar, Geoffrey Plantagenet liet, zo zien we op een afbeelding uit het midden van de 11e eeuw, geschilderde leeuwen op zijn ronde helm aanbrengen. Voor een helmteken was op deze eenvoudige helm nog geen plaats.
In de daaropvolgende decennia veranderde het model van de helm ingrijpend. De helm was nu plat van boven en een klep voor het gezicht kon gesloten worden.
In 1195 liet Koning Richard Leeuwenhart op zijn grootzegel het eerste helmteken zien als herkenningsteken. Ook zijn helm was plat van boven en daarom was er ruimte voor het aanbrengen van een ornament. Op de helm staat een kam met daarop geschilderde leeuwen.
Het helmteken maakte in de daaropvolgende periode in heel Europa een snelle ontwikkeling door. Vaak wordt een helmteken als sculptuur bijvoorbeeld boven een wapenschild aan een timpaan toegevoegd (als ornament).

## Gebruik

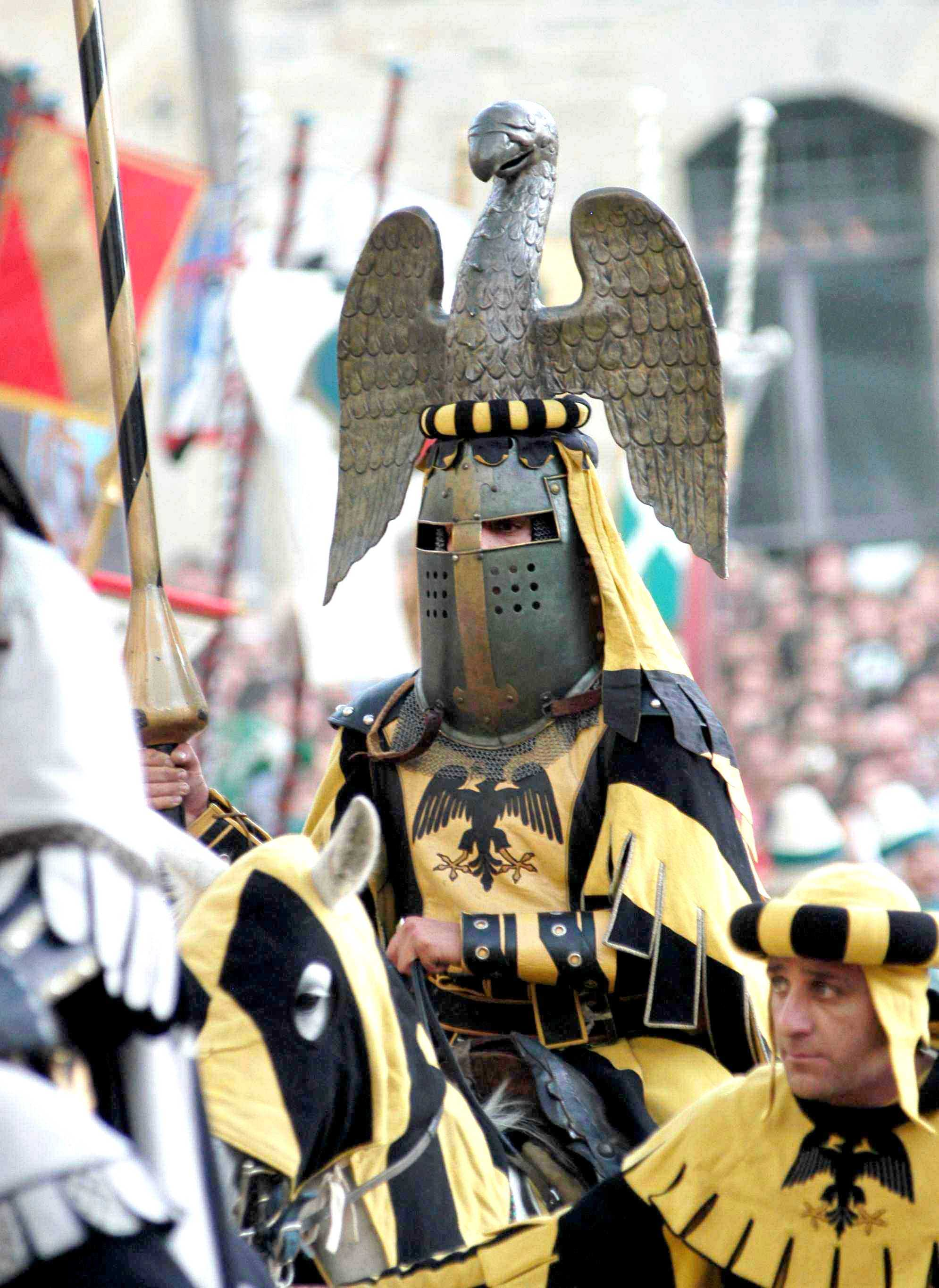
Een ridder in volle uitrusting met adelaar als helmteken

Dat er vanaf de klassieke oudheid tot en met de pickelhaube in de Tweede Wereldoorlog in verschillende culturen ornamenten op helmen werden bevestigd, staat vast. Deze konden verschillende functies hebben zoals tonen van rangorde, beter herkenbaar of vindbaar zijn op het slagveld en/of imponeren van de vijand. De helmtekens zoals ze via de heraldiek zijn blijven voortleven, zijn echter nooit op het slagveld gedragen. Er zijn nog wel enkele middeleeuwse, op helmen bevestigbare, helmtekens in musea te vinden. Dit zijn in de regel grote zware gepolychromeerd houten sculpturen die een enorme belasting van de nek van de drager zouden betekenen. In de strijd zou een klap tegen zo'n helmteken ook al snel dodelijke gevolgen hebben. Er zijn afbeeldingen en teksten over toernooien waaruit blijkt dat dit soort uitgedoste helmen bij de opening als ceremonieel door pages in de hand werden meegedragen. Op een enkele vroege afbeelding heeft de ridder zelf wel de helm met het helmteken op. Of dit al dan niet naar het leven geschilderd is, valt niet meer met zekerheid vast te stellen. We kunnen er wel van uitgaan dat als ze werkelijk gedragen zijn, dit uitsluitend voorafgaand aan het toernooi en/of na afloop gebeurde bij wijze van ceremonieel.
In sommige middeleeuwse manuscript wapenboeken wordt zeer veel aandacht gegeven aan tekening en/of blazoenering van de helmtekens, vaak worden ze noch afgebeeld, noch genoemd. Of ze vanaf de vroege Europese heraldiek dus moeten worden gezien als behorend tot een persoon of een familie is moeilijk vast te stellen.

## Afkomst

### Nederlandse en Belgische heraldiek

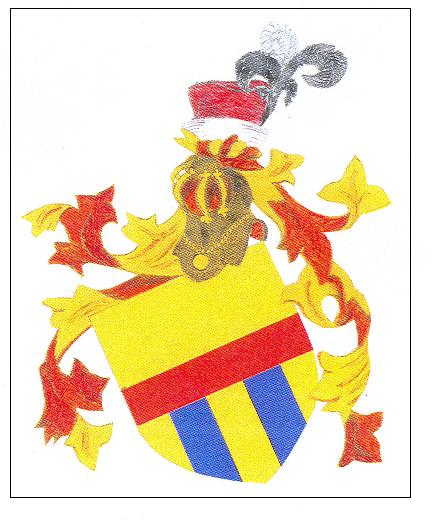
Het wapen van de Nederlandse familie Holtrop heeft als helmteken een rode vilten hoed met een omgeslagen rand en zwart en witte pluimen

In de Nederlanden werd de baniervlucht (Engels / Frans Heraldisch: "vol-banneret") bedacht. Het gaat om twee rechthoekige, aan de zijkant van de helm aangebrachte schermen waarvan de bovenkant de vorm van een grote slagpen (een veer) heeft. Uit deze beschilderde baniervluchten ontwikkelden zich nagebootste vleugels met daarop gelijmde veren.
Het helmteken van Willem van Oranje komt uit de Duitse traditie voort. Het zijn twee grote met gele en blauwe verf beschilderde ossenhoornen.
In de hedendaagse heraldiek van Nederland en België zijn de helmen nooit met een rangkroon bedekt. Er zijn wel helmtekens mogelijk. Alleen de koningen dragen een koningskroon op hun helm.

### Engelse heraldiek

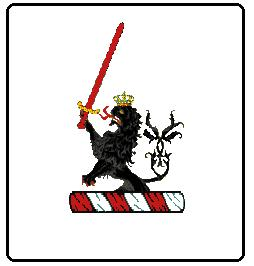
Een dergelijke afbeelding wordt alleen in Engeland heraldisch juist geacht. Op veel Engels zilver en porselein komen dergelijke helmtekens voor.

In Engeland heeft het helmteken (Crest) altijd een voorname rol gespeeld. De helmen van heren werden bedekt met vaak zeer speels uitgevoerde helmtekens. Bijzonder voor de Engelse heraldiek is dat het gebruikelijk is om een helmteken op een wrong, dus zònder de helm, op het wapenschild te zetten of alleen helmteken en wrong te gebruiken als versiering van zilver of briefpapier. Op het vasteland van Europa geldt dat als slechte heraldiek. De helmen van dames zijn in Engeland bedekt met hun rangkroon.
Voor de ridders en Dames van de orden van de Kousenband, de Distel en het Bad worden nog steeds prachtige helmen en helmtekens gesneden door de officiële houtsnijder van de Britse koningin. De helmen zijn te zien in de kapellen van deze orden in Windsor, Edinburgh en Londen en zijn vaak met een knipoog vervaardigd: Sir Edmund Hillary, K.G, O.N.Z, K.B.E , beklimmer van de Mount Everest, droeg een kiwi (vogeltje) met een ijspriem op zijn helm. De koning of koningin zelf draagt op de helm een koningskroon met daarop een kleine leeuw.

### Schotse heraldiek
De heraldiek van het oude koninkrijk Schotland heeft zich onafhankelijk van Engeland ontwikkeld, en heeft daarom geheel eigen en zeer strenge gebruiken. Eenzelfde helmteken (Crest) kan door alle leden van een clan, hoe verschillend hun wapenschild ook moge zijn, worden gebruikt. In Schotland heeft niet iedereen het recht om een wapen te voeren, het is burgers wel toegestaan om het helmteken van de chef van hun clan, steeds zónder kroon, voorzien van een daaromheen gebonden riem of kousenband met gesloten gesp als teken van hun trouw als hun wapen te gebruiken. Daarom mogen, bijvoorbeeld, alle leden van de clan Ramsay de eenhoorn die het helmteken van de Graaf van Dalhousie, chef van hun clan, is op deze wijze gebruiken. Soms is een kroon ook deel van het helmteken.

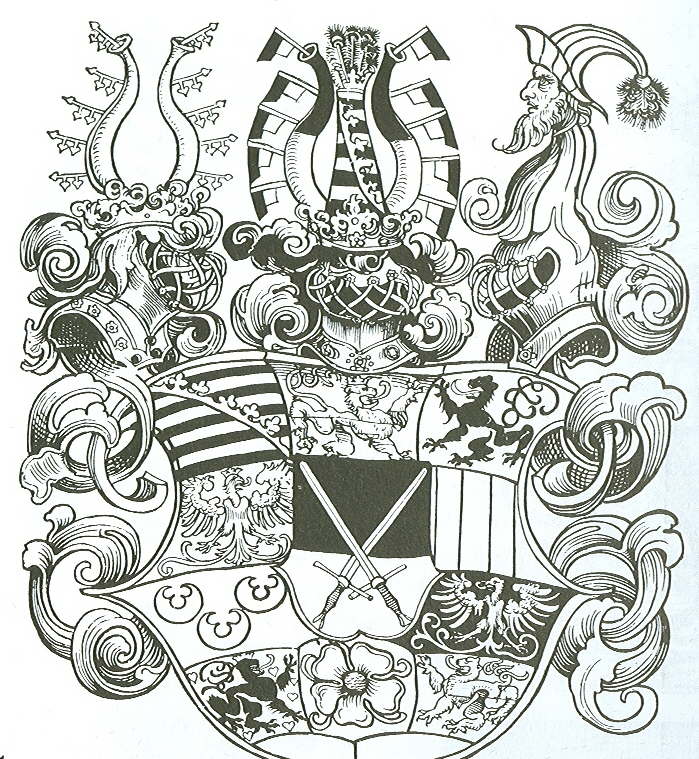
Op dit Keurvorstelijk Saksische wapen uit de 18e eeuw zijn drie helmen met drie helmtekens geplaatst. De figuur links is Judas Makkabeus met een heidenhoed

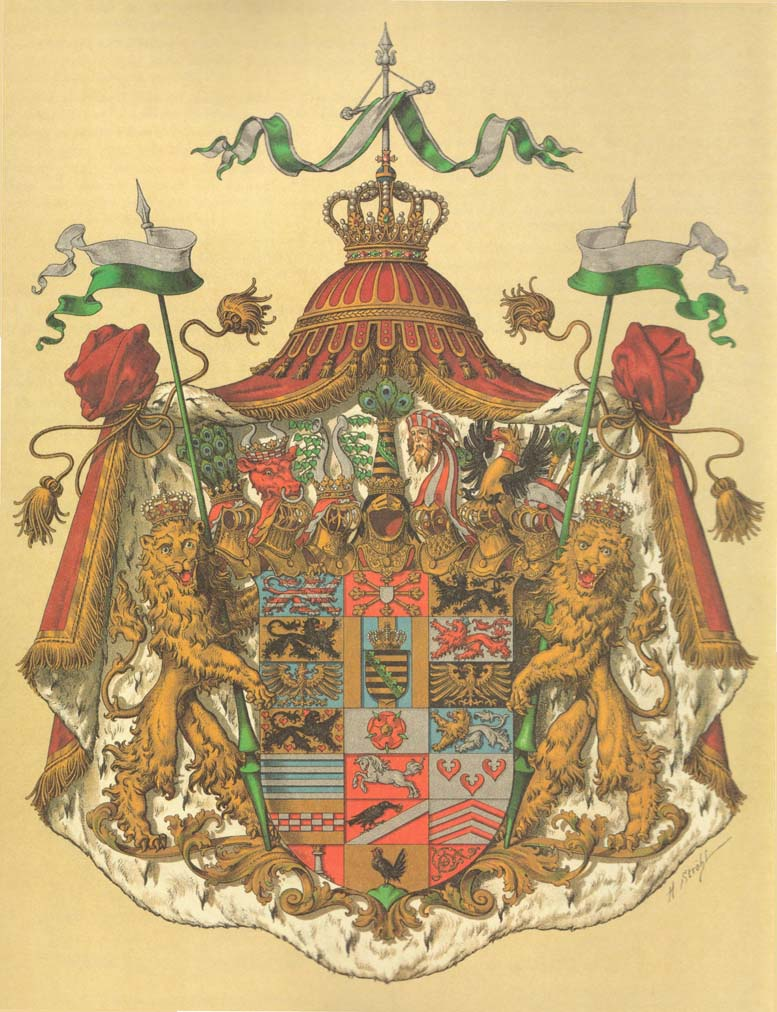
Twee eeuwen later waren de keurvorsten koningen geworden. Op het door Hugo Gerhard Ströhl getekende wapen zijn nu zeven helmen en helmtekens geplaatst

### Duitse heraldiek
In Duitsland wordt het helmteken soms Zimier genoemd, maar meestal Kleinod, vergelijk het Nederlandse woord kleinood. Terwijl de militaire betekenis van de ridderstand verminderde, nam het helmteken groteske vormen aan. Waren eerst pauwenveren en vleugels voldoende, later keerden ook de oud-Germaanse buffelhoorns terug en in het begin van de 14e eeuw verschenen op de steeds spitser wordende toernooihelmen ook hele bouwsels. Het ging om kokers, met belletjes en ornamenten. De pauwenveren staken uiteindelijk uit de punt van het torenhoge bouwsel.
In de Duitse landen duiken ook menselijke figuren en dierenfiguren als helmteken op, soms uitkomend (met voorpoten of armen) soms als romp zonder poten.
Het is onmogelijk om een volledige opsomming te geven, maar als helmtekens komen voor:
- beren die boomstammen doorzagen
- draken of drakenkoppen
- ezelsoren
- leeuwenkoppen
- windmolens
- zwanen
- rechtopstaande gekousde benen
- stierenhoornen
- eenhoorns
- de Joodse held Judas Maccabeus met een stereotiepe Joodse neus en heidenhoed

Vaak, maar niet altijd, verwijst het helmteken naar een van de figuren op het wapenschild.
Bij de toernooien zal iedereen een eigen helmteken gedragen hebben, maar wanneer op zegels en documenten wapens met hun helmtekens gebruikt worden zijn de verschillende helmen een welkome manier om de leden van een familie, met allen eenzelfde wapenschild, te onderscheiden.
In Duitsland was het na de middeleeuwen niet ongebruikelijk om meerdere helmen met helmtekens, ieder boven een rangkroon, op een schild te plaatsen. Er zijn wapens geweest met dertien helmen boven één schild. Natuurlijk raakten de verhoudingen daarbij zoek. Na de ontsporingen van de 18e en 19e eeuw zijn moderne Duitse heraldische tekenaars weer teruggekeerd naar hun bronnen. Wapens worden tegenwoordig weer in puur middeleeuwse en sobere stijl afgebeeld.

### Frankrijk
In Frankrijk speelde de helm, en dus ook het helmteken (Frans: Cimier) nooit een grote rol. De Franse heraldiek is gefixeerd op de kroon. Voor de Kinderen van Frankrijk, de zoons van de koning, gold dat zij een lelie met een vederbos op hun helm mochten plaatsen.

## Juiste heraldische afbeelding
In de heraldiek is het belangrijk dat de elementen en pronkstukken waaruit het wapen is samengesteld, schild, kroon of helm, helmteken, schildhouders, wrong, dekkleed, wapenmantel of baldakijn in een juiste verhouding tot elkaar getekend worden en zo natuurlijk mogelijk worden afgebeeld.
Het helmteken wordt in de regel aanziend of naar "heraldisch rechts" kijkend (in de heraldiek staat men bij het beschrijven altijd achter het wapen!) afgebeeld. Bij de beschrijving wordt vermeld of het helmteken, indien dit een persoon of dier is, uitkomend (met voorpoten of armen) of als romp en dus zonder poten wordt afgebeeld.

## Heraldiek van Japan
In de heraldiek van Japan zijn de helmen van de samoerai versierd met zeer kunstige figuren. Ook daar kan men van helmtekens spreken.

## Voorbeelden

adelaar · Agnus Dei · alliantiewapen · andreaskruis · ankerkruis · armoriaal · baldakijn · barensteel · Belgische leeuw · bezant · Bourgondisch kruis · brisure · cartouche · centaur · cordelière · dekkleed · dorpsvlag · dorpswapen· drieberg · dubbelkoppige adelaar · dwarsbalk · fleur de lis · fleuron · Friese adelaar · gaande leeuw · gecarteleerd · Gelderse leeuw · gepaald · gravenkroon · groot wapen · griffioen · hartschild · helmkroon · helmteken · heraldische kleur · herautstuk · hermelijn · hoed · Hollandse tuin · huismerk · Jeruzalemkruis · karbonkel · keizerskroon · keper · koek · kromstaf · kroon · krukkenkruis · kwartier · kwartileren · kwartierzoom · leeuw · markiezenkroon · merlet · molenijzer · motto · muurkroon · nassaublauw · natuurlijke kleur · Nederlandse leeuw · Nederlandse Maagd · ombrellino · ordeketen · palen · pentagram · pijlenbundel · raadselwapen · raaf · respectant · riddertoernooi · rijksbanier · rijkskleuren · rijksstandaard · rijkswapen · roos · Rudolfinische keizerskroon · Saksenros · Saladins Adelaar · scharlakenrood · schildhoofd · schildhouder · schildvoet · schildzoom · schoof · schuinbalk · schuinstreep sinister · sinister · sleutels van Petrus · socialistische heraldiek · sprekend wapen · stadskleuren · standaard · stedenmaagd · ster · tinctuur · vair · vermeerdering · vlag · vorstenhoed · vrijheidshoed · vrijkwartier · vrouwenwapen · wapen · wapenbelasting · Wapenboek Beyeren · Wapenboek Gelre · wapenbord · wapendiploma · wapendier · wapenkast · wapenkoning · wapenmantel · wapenrecht · wapenrol · wapenstier · wapentent · wassende en afnemende maan · Waterlandse zwaan · Westfriese boomwapens · wildeman · wolfsangel · wrong